# Josh Hagins
Josh Hagins (Washington, 17 marzo 1994) è un cestista statunitense.

## Palmarès
- Campionato cipriota: 1

Keravnos: 2018-2019
- Coppa di Cipro: 1

Keravnos: 2019